# Memorial Sagarzazu
El Memorial Sagarzazu fue una competición de remo, concretamente de traineras, que se celebró en aguas de Santoña (provincia de Santander, actual Cantabria) en el año 1970 y de Fuenterrabía (Guipúzcoa) en 1971, organizada en homenaje póstumo a José María Sagarzazu, remero de la Asociación de Remo Fuenterrabía, y patrocinada por Recambios Txanpi.

## Historial
| Edición | Año  | Localidad    | Ganador      | Segundo  | Tercero      |
| ------- | ---- | ------------ | ------------ | -------- | ------------ |
| I       | 1970 | Santoña      | Fuenterrabía | Castro   | Zumaya       |
| II      | 1971 | Fuenterrabía | Lasarte      | Donostia | Fuenterrabía |

## Palmarés
| Victorias | Club         | Años |
| --------- | ------------ | ---- |
| 1         | Fuenterrabía | 1970 |
| 1         | Lasarte      | 1971 |